# Liocranoides unicolor
Liocranoides unicolor är en spindelart som beskrevs av Eugen von Keyserling 1881. Liocranoides unicolor ingår i släktet Liocranoides och familjen Tengellidae. Inga underarter finns listade i Catalogue of Life.